# Тулебля (посёлок при станции)
Тулебля —железнодорожная станция в Старорусском районе Новгородской области в составе Великосельского сельского поселения.

## География
Находится в южной части Новгородской области на расстоянии приблизительно 17 км на запад-юго-запад по прямой от железнодорожного вокзала города Старая Русса у железнодорожной линии Псков-Бологое.

## История
Построена в 1894—1897 годах при строительстве железной дороги Псков — Бологое. В 1908 году здесь (Старорусский уезд Новгородской губернии) было учтено 3 двора. Названа по ближайшей деревне.

## Население
Численность населения: 41 человек (1908 год), 229 (русские 98 %) в 2002 году, 267 в 2010.